# Alexei Iwanowitsch Bugajew
Alexei Iwanowitsch Bugajew (russisch Алексей Иванович Бугаев; * 25. August 1981 in Moskau, Russische SFSR, Sowjetunion; † 29. Dezember 2024 in der Ukraine) war ein russischer Fußballspieler. 

## Leben
In seiner Laufbahn spielte Bugajew als Abwehrspieler für verschiedene russische Vereine und wurde für sieben Einsätze in die Nationalmannschaft berufen, darunter für Spiele bei der Fußball-Europameisterschaft 2004. Im Jahr 2010 beendete er seine Karriere.
Im September 2024 wurde er in Russland wegen Drogenhandels zu einer Haftstrafe von neuneinhalb Jahren verurteilt. Vor Gericht legte er ein Schuldeingeständnis ab.
Wie zehntausend andere Häftlinge in Russland ließ er sich in der Hoffnung auf eine vorzeitige Entlassung bzw. Begnadigung für den Kriegsdienst anwerben und beteiligte sich somit am russischen Angriffskrieg gegen die Ukraine. Er fiel am 29. Dezember 2024 im Alter von 43 Jahren.